# Pseudotegenaria parva
Pseudotegenaria parva är en spindelart som beskrevs av Lodovico di Caporiacco 1934. Pseudotegenaria parva ingår i släktet Pseudotegenaria och familjen trattspindlar.
Artens utbredningsområde är Libya. Inga underarter finns listade i Catalogue of Life.